# Afropithecidae
Famille
Les Afropithecidae sont une famille fossile de singes catarrhiniens de la super-famille des Hominoidea, et ayant vécu en Afrique de l'Est et en Arabie durant le Miocène inférieur.

## Arbre phylogénétique
Phylogénie des familles de singes, d'après Perelman et al. (2011) et Springer et al. (2012) :
| Cercopithecoidea | Cercopithecidae (Babouin, Macaque, Colobe…)                                                                   |
|                  | Cercopithecidae (Babouin, Macaque, Colobe…)                                                                   |
| Hominoidea       | \| \| Hylobatidae (Gibbon) \| \| \| \| \| \| Hominidae (Orang-outan, Gorille, Chimpanzé et Homme) \| \| \| \| |
|                  | \| \| Hylobatidae (Gibbon) \| \| \| \| \| \| Hominidae (Orang-outan, Gorille, Chimpanzé et Homme) \| \| \| \| |
|                  | Hylobatidae (Gibbon)                                                                                          |
|                  | |
|                  | Hominidae (Orang-outan, Gorille, Chimpanzé et Homme)                                                          |
|                  | |

|  | Hylobatidae (Gibbon)                                 |
|  |                                                      |
|  | Hominidae (Orang-outan, Gorille, Chimpanzé et Homme) |
|  |                                                      |

|  | Cebidae (Sapajou, Singes-écureuil, Ouistiti, Tamarin…)                                                  |
|  | |
|  | \| \| Pitheciidae (Saki, Ouakari, Titi…) \| \| \| \| \| \| Atelidae (Atèle, Singe-hurleur…) \| \| \| \| |
|  | |
|  | Pitheciidae (Saki, Ouakari, Titi…)                                                                      |
|  | |
|  | Atelidae (Atèle, Singe-hurleur…)                                                                        |
|  | |

|  | Pitheciidae (Saki, Ouakari, Titi…) |
|  |                                    |
|  | Atelidae (Atèle, Singe-hurleur…)   |
|  |                                    |

| Cercopithecoidea | Cercopithecidae (Babouin, Macaque, Colobe…)                                                                   |
|                  | Cercopithecidae (Babouin, Macaque, Colobe…)                                                                   |
| Hominoidea       | \| \| Hylobatidae (Gibbon) \| \| \| \| \| \| Hominidae (Orang-outan, Gorille, Chimpanzé et Homme) \| \| \| \| |
|                  | \| \| Hylobatidae (Gibbon) \| \| \| \| \| \| Hominidae (Orang-outan, Gorille, Chimpanzé et Homme) \| \| \| \| |
|                  | Hylobatidae (Gibbon)                                                                                          |
|                  | |
|                  | Hominidae (Orang-outan, Gorille, Chimpanzé et Homme)                                                          |
|                  | |

|  | Hylobatidae (Gibbon)                                 |
|  |                                                      |
|  | Hominidae (Orang-outan, Gorille, Chimpanzé et Homme) |
|  |                                                      |

|  | Cebidae (Sapajou, Singes-écureuil, Ouistiti, Tamarin…)                                                  |
|  | |
|  | \| \| Pitheciidae (Saki, Ouakari, Titi…) \| \| \| \| \| \| Atelidae (Atèle, Singe-hurleur…) \| \| \| \| |
|  | |
|  | Pitheciidae (Saki, Ouakari, Titi…)                                                                      |
|  | |
|  | Atelidae (Atèle, Singe-hurleur…)                                                                        |
|  | |

|  | Pitheciidae (Saki, Ouakari, Titi…) |
|  |                                    |
|  | Atelidae (Atèle, Singe-hurleur…)   |
|  |                                    |

## Liste des espèces
La famille des Afropithecidae comprend trois genres ne comportant chacun qu'une seule espèce, :
- † Afropithecus (R. E. Leakey & M. G. Leakey, 1986)	
  - † Afropithecus turkanensis (R. E. Leakey & M. G. Leakey, 1986) : Kenya, 18 à 16 millions d'années
- † Heliopithecus (Andrews & Martin, 1987)	
  - † Heliopithecus leakeyi (Andrews & Martin, 1987) : Arabie saoudite, 17 millions d'années
- † Morotopithecus (Gebo et al., 1997)	
  - † Morotopithecus bishopi (Gebo et al., 1997) : Ouganda, 23 à 20,4 millions d'années

## Description
Les espèces de cette famille présenteraient plus de caractères dérivés que les espèces de Proconsulidae. Morotopithecus bishopi semble par exemple montrer une aptitude à la brachiation, que l'on ne trouve pas chez les Proconsulidae. Les Afropithecidae semblent préfigurer les Hominidae, qui leur seraient toutefois partiellement contemporains.
Afropithecus turkanensis et Morotopithecus bishopi ont la taille d'un chimpanzé. Les trois espèces d'Afropithecidae possèdent des dents à émail épais.

## Analyse
La position phylogénétique de Morotopithecus demeure toutefois débattue parmi les spécialistes, le paléoprimatologue David R. Begun (d) le classant plutôt parmi les Proconsulidae.
Heliopithecus, découvert dans la péninsule arabique et daté de 17 millions d'années, semble amorcer la sortie d'Afrique des Hominoidea, qui se répandent en Eurasie vers cette époque, à la faveur de la collision des plaques africaine et arabique avec la plaque eurasiatique.